# Друга лига Северне Македоније у фудбалу
Друга лига Северне Македоније у фудбалу је по рангу друга професионална фудбалска лига у Северној Македонији, која се игра у у организацији Фудбалске федерације Северне Македоније.
Такмичење у овој лиги се први пут одржало у сезони 1992/93. У лиги игра 16 клубова, по лига систему, свако са сваким две утакмице. Две првопласиране екипе прелазе на крају сезоне у Прву лигу.
Од сезоне 2004/05. трећепласирана и четвртопласирана екипа из Друге лиге доигравали су са деветом и десетом екипом из Прве лиге за пласман у ту лигу.
Због смањења клубова на 14 у сезони 2009/10. и 12 у сезони 2010/011. из Друге лиге су испадали по четири клуба у Треће лиге Македоније.

## Формат лиге
Почевши од сезоне 2017/2018 лига се састоји од два региона - Запад и Исток. Оба имају по има десет тимова који играју по три утакмице у 27 кола. Шампиони Истока и Запада заједно напредују у Првој лиги. Другопласирани тимови играју међусобну утакмицу, а победник игра бараж меч против осмопласираног тима из Прве лиге. На крају сезоне, последња три тима из оба региона испадају у Трећој лиги.

## Састав Друге лиге у сезони 2017/18.

### Друга лига - Исток
- Беласица, Струмица
- Брегалница 2008, Штип
- Борец 1919, Велес
- Кожуф, Ђевђелија
- Осогово, Кочани
- Тиквеш 1930, Кавадарци
- Плачковица, Радовиш
- Каменица Саса, Македонска Каменица
- Победа, Валандово
- Хоризонт, Турново

Због неплаћене накнаде за такмичење, почетком октобра 2017 године Фудбалска федерација Македоније избацила је екипу „Хоризонт“ - Турново из лиге.

### Друга лига - Запад
- КФГ Гостивар, Гостивар
- Велазерими 77, Кичево
- Струга Трим-Лум, Струга
- Македонија Ђорче Петров, Скопље
- Еуромилк ГЛ, Скопље
- Лабуништа 2011, Лабуништа
- Тетекс, Тетово
- Локомотива Бентоекспорт, Скопље
- Зајази, Зајас
- Новаци 2005, Новаци